# 史密斯威森M25左輪手槍
史密斯威森M25（英語：Smith & Wesson Model 25）是一款由美国槍械公司史密斯威森所研製及生產的6發式“N型底把”雙動操作式左輪手槍，發射火力強大的.45長柯爾特口徑手枪子彈或火力相對較弱的.45 ACP、.45 Auto Rim或.45 GAP這三種同為.45口徑的手枪子彈。
該左輪手槍從1955年開始大量生產（因而在最初被命名為“ 史密斯威森Model 1955瞄準型”），並曾在一段時間獲美国陆军所採用。

## 歷史
史密斯威森M25是M1917左輪手槍的進一步發展型，在第二次世界大战以前，史密斯威森向美军交付了將近165,000把，亦向巴西交付了約25,000把。隨著民間射擊運動的複興，該槍以M1950型瞄準型之名首度上市。隨後推出是裝有重型槍管的M1955；直到1957年，史密斯威森將所有旗下左輪手槍都指定了數字型號以後，將其更名為Model（型號）25（即「25型」）。同年開始原廠也推出了M26，可該槍是可追溯到1950年的早期型號。因而從推出起，指定數字編號25就意指.45口徑左輪手槍。

## 操作原理
由於.45 ACP的彈殼採用無緣式設計，實際上是為半自動手槍而設計的；為了與.45長柯爾特彈的凸緣式彈殼兼容，該左輪手槍配有月型夾（分別是半月夾或全月夾），其目的是使得彈殼無凸緣的彈種亦能從彈巢輕易彈出。否則，會因無緣式彈殼無明顯底板邊緣，導致彈巢內建的抽殼勾無法與其接合，這時必須以清潔棒或是鉛筆拋出；實際上還有可能會“掉落虛無”。該左輪手槍裝有單動／雙動操作（SA／DA）扳機，可以藉由先行壓下擊錘使它進入待擊，並且由此以最小的扣力擊發子彈（單動），或是在無張力、卻需要較大扣力以下直接扣動扳機擊發子彈（雙動）。每次按壓擊鎚（單動）或扣動扳機（雙動）的同時，彈巢會在棘爪的協助以下，使得其繼續旋轉直到下一個膛室對準槍管。該功能的原理對應於前一代的M1917。

## 槍管與底把
史密斯威森M25配備了83⁄8英吋（212.725毫米）、61⁄2英吋（165.1毫米）、6英吋（152.4毫米）、5英吋（127毫米）和4英吋（101.6毫米）槍管長度為其標準型號，其中裝有61⁄2英吋槍管長度的型號只在開始生以產後的首兩年以內生產。該左輪手槍屬於史密斯威森N型左輪手槍底把（方形握把）。以上插圖顯示其為槍管長度為6.5英寸的型號。它與以前的M1917型號的主要變化在於重型槍管和可調節的照準器。

## 資料來源
1. 1 2 3  Patrick Sweeney: The Gun Digest Book of Smith & Wesson, Kapitel 20, „The 25-2“, Seiten 143 ff.
2. 1 2 3  David Wilson: The Model of 1950 .45 Target, 2013, smith-wessonforum.com (Memento vom 2. Mai 2018 im Internet Archive)
3. 1 2 3  .
 （页面存档备份，存于） .   [2020-09-12]. 原始内容存档于2019-07-11.

## 外部連結
- （英文）—Model 25 - S&W Classics 6 1/2" Blue | Smith & Wesson （页面存档备份，存于）
- （英文）—Smith & Wesson Model 25 .45 Wheel Gun Extraordinaire :: Guns.com （页面存档备份，存于）